# Familia Rivadeneira
La familia Rivadeneira o los Rivadeneira, son una de las familias de la aristocracia latinoamericana, presente especialmente en Ecuador, Chile y Colombia. El apellido es de origen  gallego, en la región de la rivera del río Neira, de donde proviene la traducción literal del apellido.
La rama chilena tiene presencia en las ciudades de Rancagua y Santiago, asociada últimamente al pinochetismo y la derecha de ese país, mientras que la de Colombia en Tunja y últimamente en Bogotá, dedicados a la industria y a la política, ligados al Partido Conservador Colombiano y al espectro de derecha en ese país. Por otra parte, la rama ecuatoriana, ha tenido dos subramas, la Rivadeneira y la Ribadeneyra, esta última con un expresidente del país y un exministro.

## Genealogía

### Rama ecuatoriana
- Benjamín Rivadeneira (1855-1936) Fotógrafo ecuatoriano.
- Carlos Rivadeneira Cruz (1895-1976) Fotógrafo ecuatoriano, hijo de Benjamín.
- Agustín Febres-Cordero Ribadeneyra (1929-2013) Empresario y político ecuatoriano.[5][6]
- León Febres-Cordero Ribadeneyra (1939-2008) Ingeniero y político ecuatoriano, presidente de Ecuador (1984-1988),[7][8][9] hermano de Agustín.
- Eudoro Loor Rivadeneira (1938-2008) Político ecuatoriano, alcalde de Portoviejo.[10]
- Carmen Rivadeneira Bustos (?) Escritora y política ecuatoriana.[11]
- Lenin Lara Rivadeneira (n. 1979) Abogado ecuatoriano, exministro y alcalde de Esmeraldas, hijo de Carmen.[12]

### Rama chilena
- Álvaro Yáñez Bianchi "Juan Emar" (1893-1964) Escritor chileno, esposo de Carmen Rivadeneira, tía a su vez de Gracia Barrios.
- Lorenzo de la Maza Rivadeneira (1911-2007) Abogado chileno, funcionario de la dictadura militar.
- Gracia Barrios Rivadeneira (1926-2020) Pintora chilena.
- Ricardo Rivadeneira Monreal (1929-2011) Político pinochetista chileno.
- Patricia Rivadeneira Ruiz-Tagle (n. 1964) Actriz y gestora cultural chilena, sobrina de Ricardo.
- María Luisa Godoy Ibáñez (n. 1980) Periodista y presentadora chilena, exnuera de Ricardo.

### Rama colombiana
- Alberto Rivadeneira Luque (?) Político conservador colombiano, alcalde de Tunja (1938-1939)
- Diego Rivadeneira Luque (1900-?) Escritor y cronista colombiano
- Diego Betancur Álvarez (n. 1949) Político y agrónomo de izquierda colombiano, embajador en Australia (2008-2010), hijo del expresidente Belisario Betancur[13] y cuñado de María Clara.[14]
- María Clara Rubiano Rivadeneira (?) exconsul de Buenos Aires.[15][16][17]
- Arturo Calderón Rivadeneira (n. 1963) Político liberal colombiano.
- Rodolfo Arango Rivadeneira (?) abogado y escritor colombiano, magistrado de la JEP.[18][19]
- Ricardo Guillermo Rivadeneira Velásquez. Director distrital del Archivo de Bogotá.
- Andres Krohne Rivadeneira (n. 2006). Líder político juvenil colombiano